# Ruud Lubbers
Rudolphus Franciscus Marie (Ruud) Lubbers (Rotterdam, 7 mei 1939 – aldaar, 14 februari 2018) was een Nederlands christendemocratisch politicus, minister van staat, ondernemer en diplomaat. Hij was van 4 november 1982 tot 22 augustus 1994 minister-president van Nederland.
Lubbers volgde een economie-opleiding en ging daarna aan de slag bij het bedrijf Hollandia. In 1973 maakte hij zijn politieke intrede als minister van Economische Zaken in het kabinet-Den Uyl. Na zijn eerste ministerschap klom Lubbers in de Tweede Kamer snel op tot het fractieleiderschap en speelde hij in 1980 een grote rol bij de totstandkoming van het Christen-Democratisch Appèl (CDA) als christelijke fusiepartij. Door het onverwachtse vertrek van CDA-lijsttrekker Dries van Agt na de parlementsverkiezingen in 1982 werd Lubbers naar voren geschoven als onderhandelaar namens de partij en trad hij in 1982 (op een leeftijd van 43 jaar) aan als Nederlands jongste minister-president.
Als premier van de kabinetten Lubbers I, Lubbers II en Lubbers III maakte Lubbers naam als een bekwaam manager, een 'coalitiemonteur'. Tweemaal (1982-1989) regeerde hij met de conservatief-liberale VVD, eenmaal (1989-1994) met de sociaaldemocratische PvdA. Onder Lubbers' bewind hervormde Nederland zich door de economische recessie van de vroege jaren 80 en werd de sociale zekerheid herzien. Als voorstander van een kleine overheid werd Lubbers het voornaamste gezicht van het neoliberalisme in Nederland, de stroming waarmee ook politieke generatiegenoten als Thatcher en Reagan geassocieerd worden. Tegelijkertijd zette Lubbers met het Nationaal Milieubeleidsplan vooruitstrevende stappen op het gebied van duurzame ontwikkeling.
Na zijn premierschap doceerde Lubbers aan de Harvard-universiteit en de Universiteit Tilburg en was hij tussen 2001 en 2005 de
hoge commissaris voor de Vluchtelingen voor de Verenigde Naties. In zijn laatste jaren zette hij zich in als activist voor het behoud van het milieu, multiculturalisme, voor de terugdringing van kernwapens en voor een positieve benadering van allochtonen en vluchtelingen.

## Levensloop

### Jeugd en start loopbaan

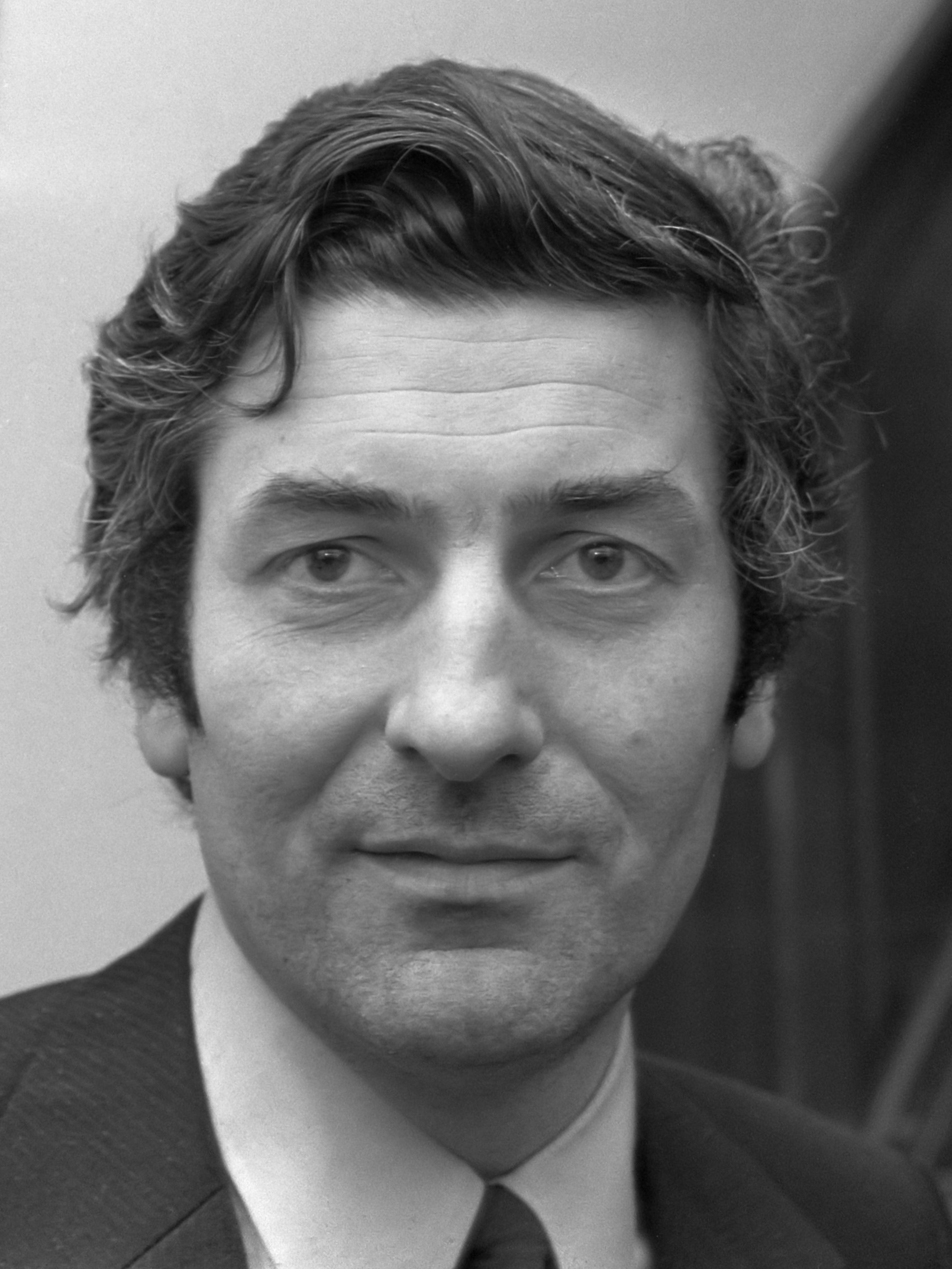
Ruud Lubbers in 1973

Lubbers werd geboren in een katholiek ondernemersgezin. Hij zat als kind op R.K. Sint Bavoschool in de Rotterdamse wijk Kralingen. Hij volgde de middelbare school bij de Jezuïeten aan het Canisius College te Nijmegen en studeerde van september 1957 tot april 1962 economie aan de Nederlandse Economische Hogeschool in Rotterdam: hij studeerde cum laude af. Lubbers vervulde zijn dienstplicht als vaandrig bij de Koninklijke Luchtmacht.
Zijn vader Paul Lubbers gaf leiding aan Hollandia, een constructiewerkplaats en machinefabriek in Krimpen aan den IJssel, waarvan hij door een managementbuy-out eigenaar werd. Toen Lubbers senior in 1963 plotseling stierf, namen zijn twee zonen de leiding over.
Lubbers was lid van de Katholieke Studentenvereniging Sanctus Laurentius en werd voorzitter van de toenmalige Unie van Katholieke Studentenverenigingen in Nederland. 
Vanaf midden 1965 begon hij een reeks maatschappelijke functies te vervullen; eerst bij Jong Management NCW en later bij het NCW (Nederlands Christelijk Werkgeversverbond) zelf. Ook vervulde hij bestuursfuncties in de binnenvaart (moeder Van Laack was op de Rijn geboren) en bij de KRO (Katholieke Radio Omroep). Hij werkte aan de vernieuwing van de samenleving en behoorde tot de christen-radicalen, een progressieve stroming ter linkerzijde van het politieke centrum. Bij de afsplitsing van de PPR (een van de voorlopers van GroenLinks) in 1968 bleef Lubbers echter trouw aan de KVP.

### Ministerschap

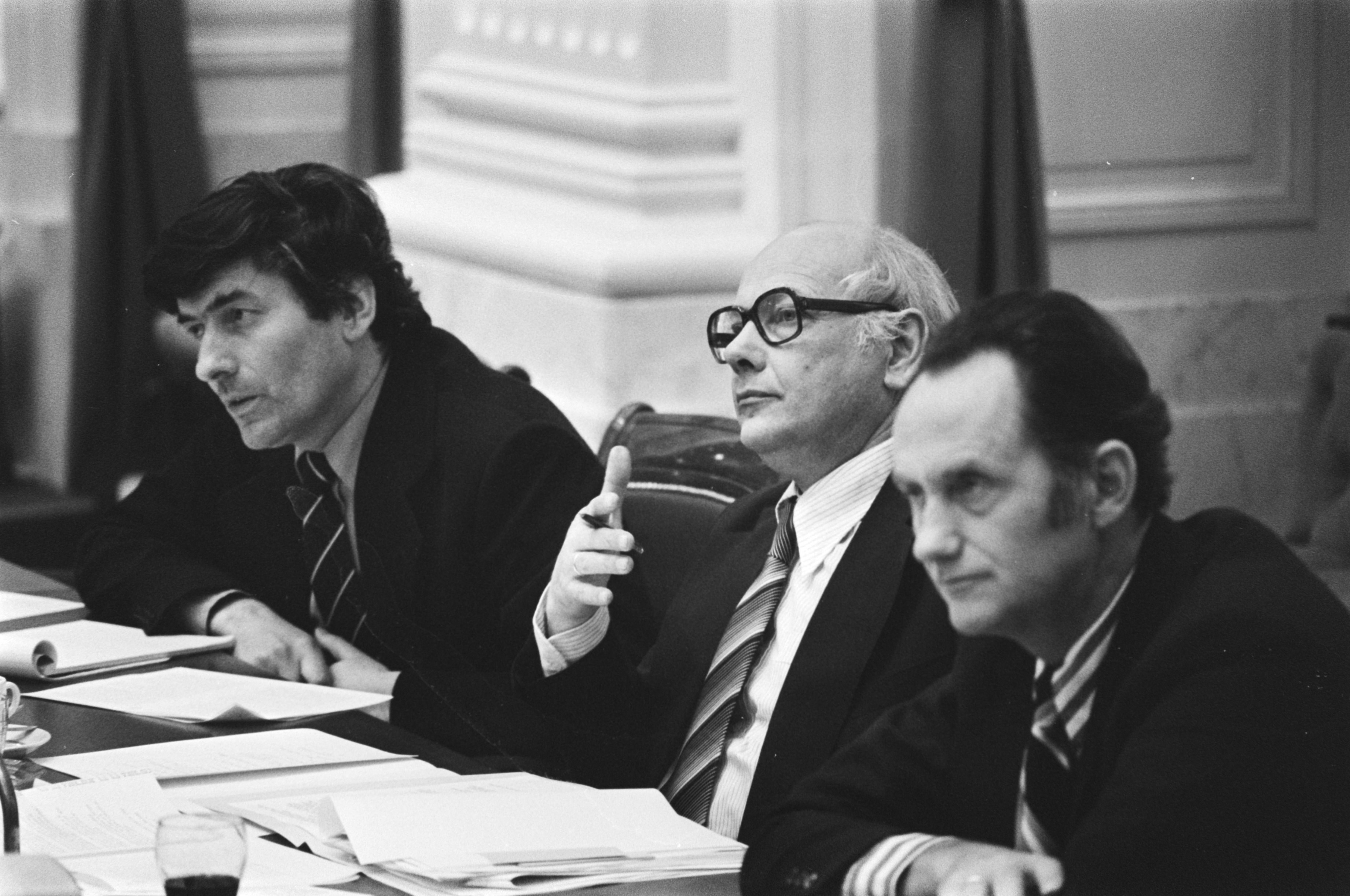
In het kabinet-Den Uyl was Lubbers (links) minister van Economische Zaken, midden Joop den Uyl en rechts Jaap Boersma.

Van 11 mei 1973 tot 19 december 1977 was hij minister van Economische Zaken in het kabinet-Den Uyl. Hij moest de gevolgen opvangen van de oliecrisis en werd bekend als de minister die de mensen vroeg de gordijnen een uurtje eerder dicht te doen en van de autoloze zondag. Hij bracht ook de eerste Energienota uit, waarin de doelstelling van het Reactor Centrum Nederland verbreed werd tot het Energieonderzoek Centrum Nederland, dus ook energiebesparing en alternatieve energie. Als minister bracht Lubbers ook een Nota Selectieve Groei uit (1976), een reactie op het alarmerende rapport aan de Club van Rome uit 1972 over de grenzen aan de economische groei.
In augustus 1979 oordeelde het College van Beroep voor het Bedrijfsleven dat twee jaar eerder minister Lubbers aan de firma Hoffmann-La Roche ten onrechte een prijsmaatregel had opgelegd voor de geneesmiddelen Librium en Valium.
Lubbers kwam enkele malen in botsing met Den Uyl. Dat betrof met name het minimumjeugdloon, de levering van reactorvaten aan Zuid-Afrika en de vermogensaanwasdeling.

### Kamerlid en fractievoorzitter

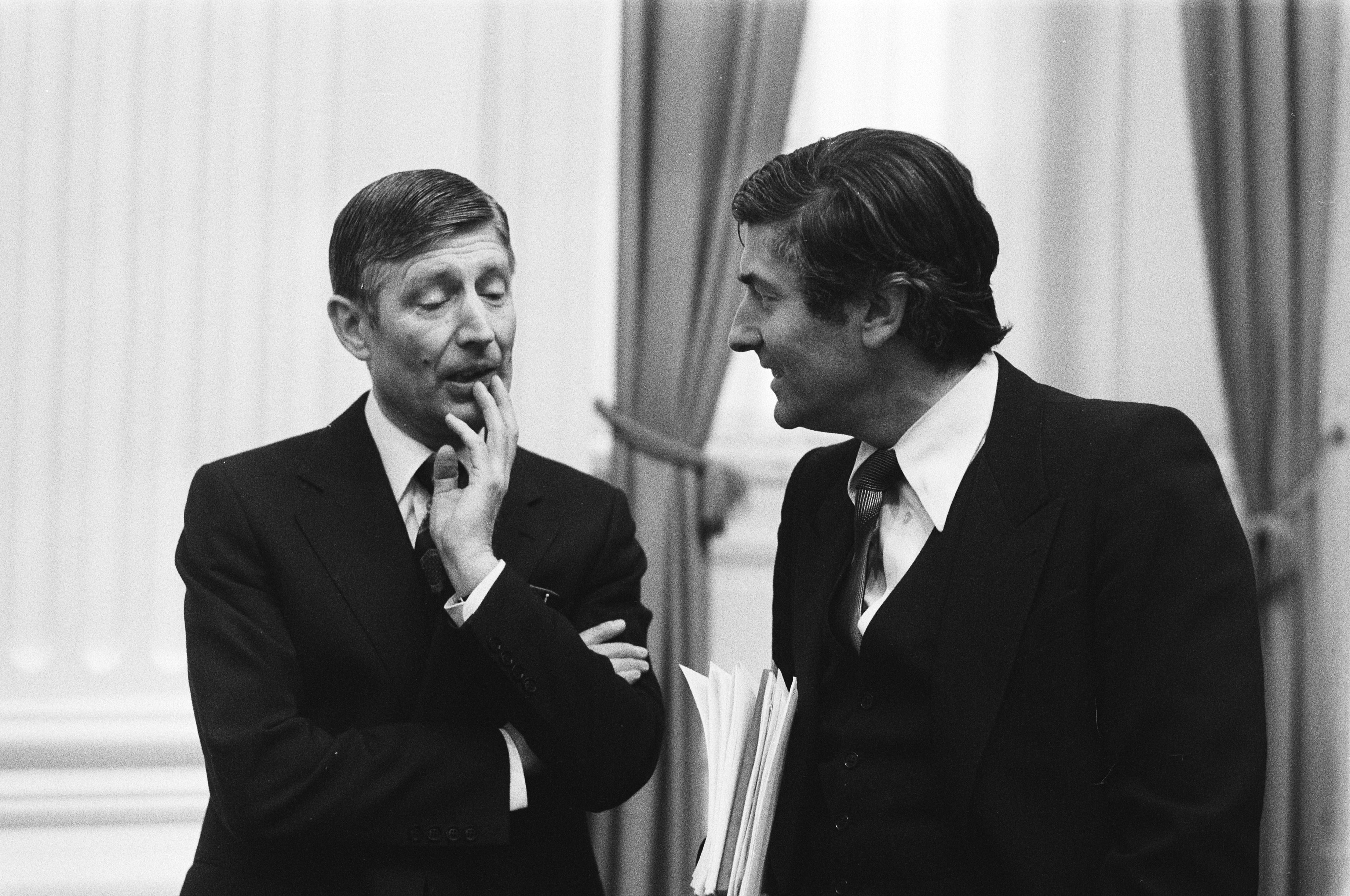
Lubbers in gesprek met Dries van Agt (1979)

In 1977 werd Lubbers, nummer 4 op de kandidatenlijst van het CDA, plaatsvervangend fractieleider onder Willem Aantjes. Toen de laatste in 1978 in opspraak raakte wegens een verzwegen lidmaatschap van de Nederlandsche SS bleef Lubbers hem steunen. Na Aantjes' aftreden volgde Lubbers hem op.
In de fractie had Lubbers te kampen met acht dissidenten die keer op keer het voortbestaan van het kabinet Van Agt-Wiegel in gevaar brachten. De fractieleider ontwikkelde het vermogen om met wollige formuleringen zijn schaapjes bijeen te houden. Als fractievoorzitter speelde Lubbers ook een belangrijke rol in de totstandkoming van het Christen-Democratisch Appèl (CDA) in 1980. Hier ging het om de overbrugging van de verschillen tussen protestanten en katholieken op weg naar een gezamenlijke principiële grondslag.
Hij was als minister nauw betrokken bij de redding van de bouwbedrijven van het Nederhorstconcern. Het staalbedrijf Hollandia Kloos wilde met overheidssteun de staaldivisie van Nederhorst overnemen. Lubbers, die grootaandeelhouder was, werd door critici beschuldigd van belangenverstrengeling. De Nederlandse staat betaalde Hollandia Kloos tientallen miljoenen guldens.

### Premierschap
Omdat Dries van Agt na de verkiezingen van 1982 plotseling zijn vertrek aankondigde kwam Lubbers in beeld als minister-president. Het regeerakkoord kwam tot stand onder leiding van staatsraad Willem Scholten.
Van 4 november 1982 tot 22 augustus 1994 gaf Lubbers leiding aan drie achtereenvolgende kabinetten (Lubbers I, II en III) en werd daarmee niet alleen de jongste, maar ook de (op dat moment) langstzittende minister-president in de Nederlandse geschiedenis.

#### Lubbers I

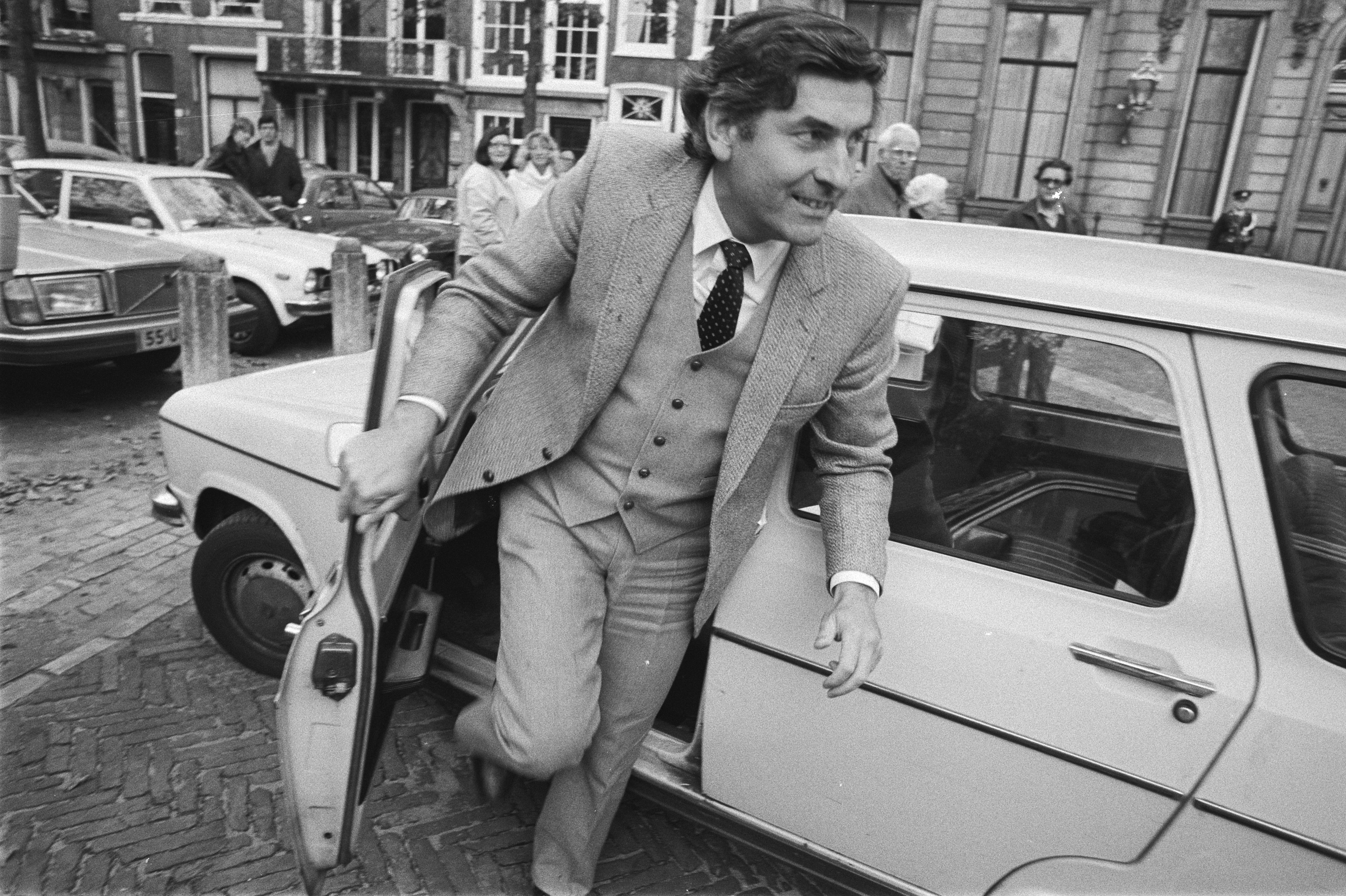
Fractieleider Lubbers (CDA) tijdens de kabinetscrisis in 1981, die tot nieuwe verkiezingen en Lubbers' eerste kabinet zouden leiden

Zijn eerste kabinet (1982-1986) stond in het teken van miljardenbezuinigingen. De staatsschuld was de laatste tien jaar enorm opgelopen en een combinatie van inflatie met een stagnerende economie, de zogenaamde stagflatie, bracht de staatshuishouding in gevaar.
Ook het bedrijfsleven had dit gezien en twee dagen na de installatie van het kabinet sloten werkgevers en werknemers het Akkoord van Wassenaar, onder druk en dreiging van het kabinet om in de arbeidsvoorwaarden in te grijpen. In ruil voor arbeidstijdverkorting accepteerde de vakbeweging dat de meeste werknemers op de min-lijn kwamen te zitten. Daarbij kwamen de bezuinigingen op de Rijksuitgaven, die zonder al te grote protesten van de vakverenigingen werden doorgevoerd. Weekblad Time noemde hem om al deze bezuinigingen Ruud Shock.
Verder waren er tijdens zijn eerste kabinetsperiode veel spanningen over de plaatsing van kruisraketten. Lubbers vond een uitweg door het parlement voor te stellen de Sovjet-Unie te laten weten dat ook Nederland tot plaatsing over zou gaan als na een jaar zou blijken dat de Sovjet-Unie nog weer verdergegaan zou zijn met de plaatsing van SS20 raketten. Toen dat een jaar later het geval bleek te zijn, kwam het tot een daadwerkelijke beslissing om te gaan plaatsen. Maar door het INF-verdrag tussen de Verenigde Staten en de Sovjet-Unie begin december 1987 kwam het uiteindelijk toch niet tot plaatsing.

#### Lubbers II

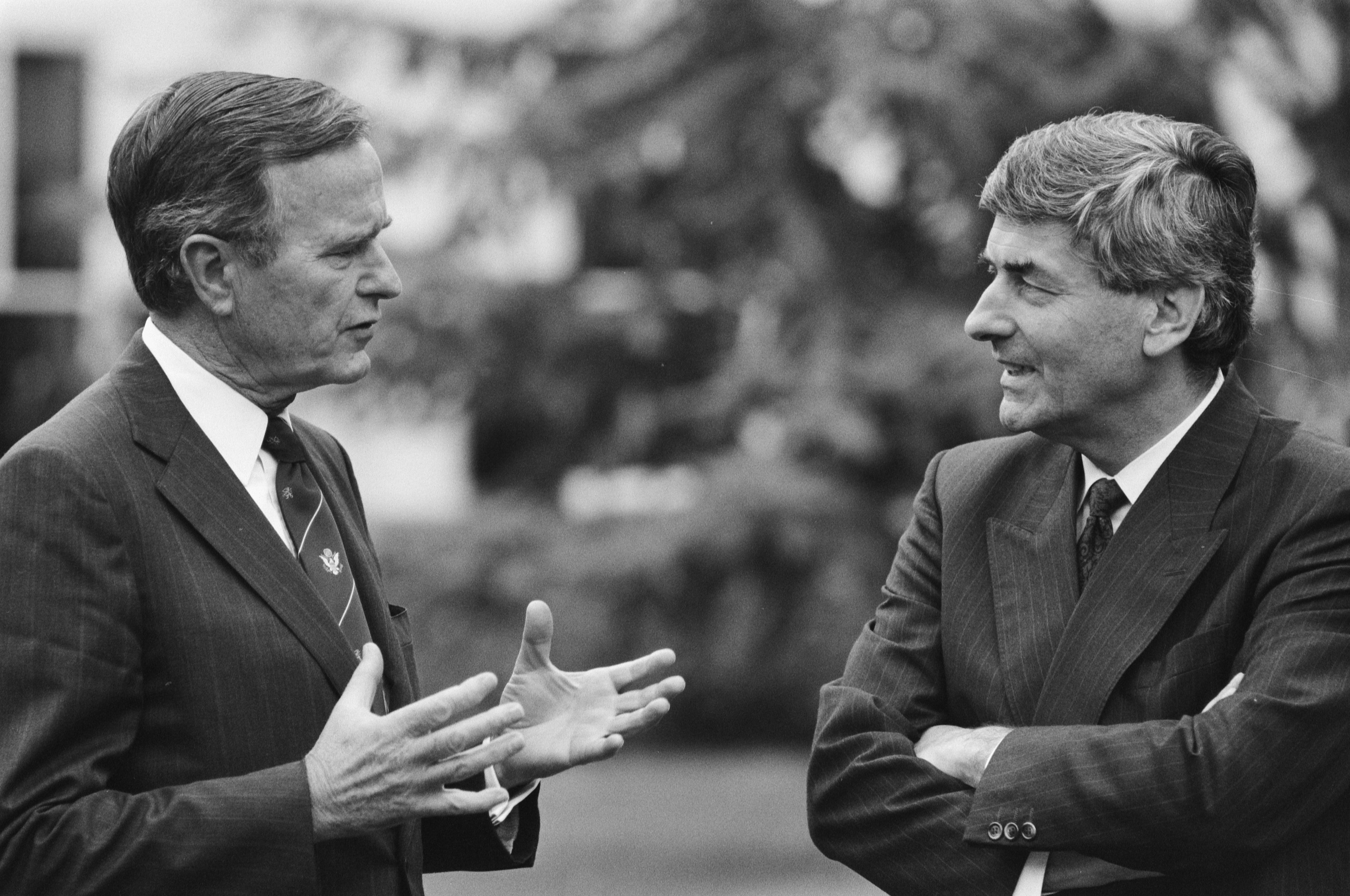
Lubbers en de Amerikaanse president George H.W. Bush in de tuin van het Catshuis in 1989

De verkiezingscampagne van 1986, die het CDA voerde onder de leuze Laat Lubbers zijn karwei afmaken, werd een groot succes. Dit ging grotendeels ten koste van het aantal zetels van coalitiepartner VVD, hetgeen de verhoudingen niet ten goede kwam.
Lubbers II (1986-1989) vulde zijn sociaal-economisch programma aan met het eerste Nationaal Milieu- en Natuurbeleidsplan (NMP). Dit was een integraal beleidsplan in lijn met duurzame ontwikkeling, dat inmiddels als politieke doelstelling zijn plaats had gevonden in “Our Common Future”, een VN-rapport tot stand gekomen onder voorzitterschap van Gro Harlem Brundtland. Dit N.M.P. leidde tot een kabinetscrisis. VVD-fractievoorzitter Joris Voorhoeve was tegen het besluit van het kabinet om het reiskostenforfait af te schaffen en diende een motie in om de afschaffing te blokkeren. Nog voor deze motie in stemming werd gebracht, diende Lubbers het ontslag van zijn kabinet in.
Wel werd Nederland door het baanbrekende NMP gidsland voor veel andere landen op milieugebied. In mei 2014 werd in een speciaal daarvoor georganiseerde bijeenkomst het 25-jarig jubileum gevierd van het NMP1. Lubbers blikte hier samen met Ed Nijpels terug op die gebeurtenis.

#### Lubbers III

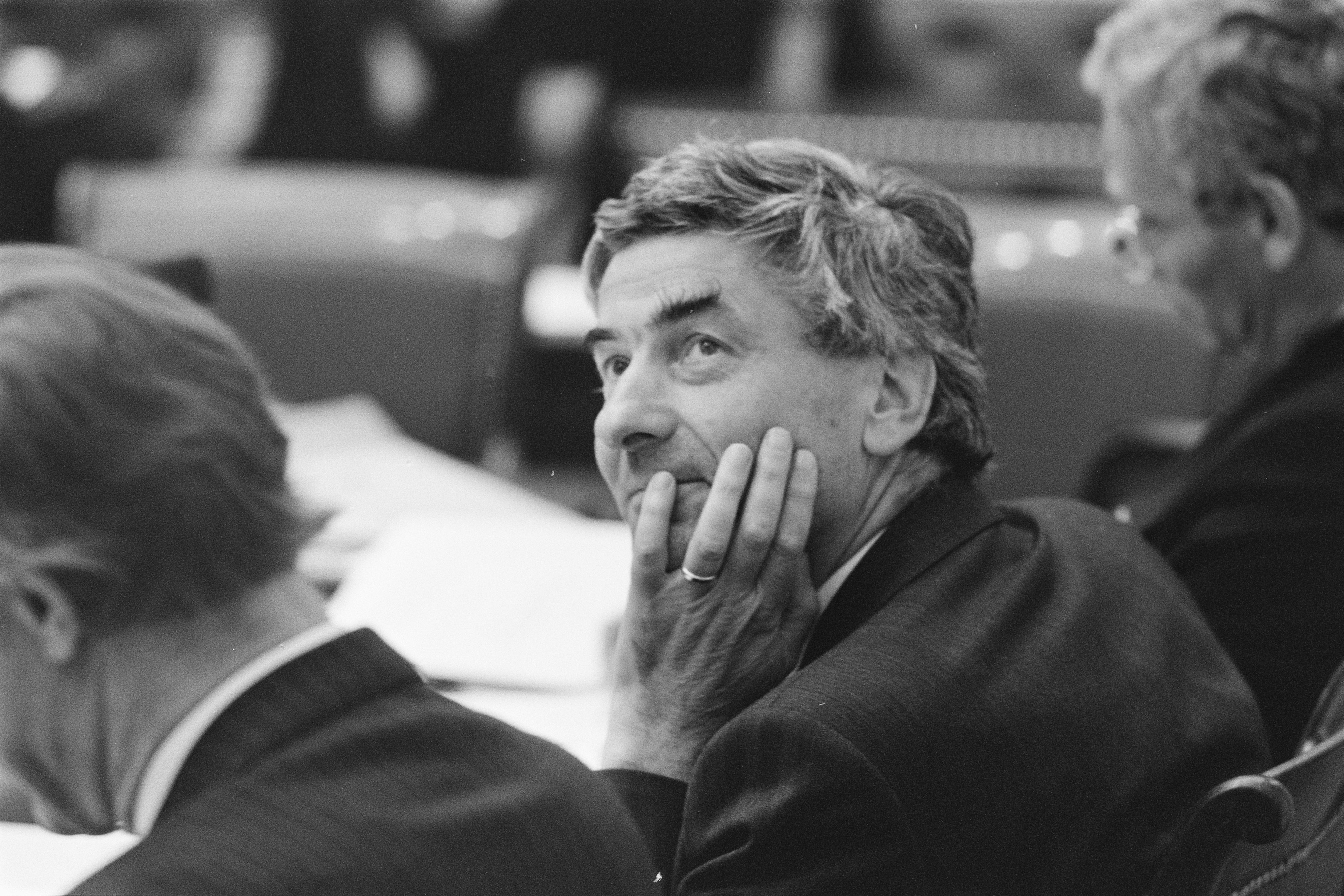
Lubbers in 1989 met rechts Hans van den Broek

Zo kwam het tot Lubbers III (1989-1994), een coalitie tussen CDA en PvdA. Dit kabinet werd vooral bekend door de veranderingen in de sociale zekerheid; met name de ziektewet en de wet op de arbeidsongeschiktheid. Het was de beleidsreactie op "Nederland is ziek", waarmee Lubbers deze problematiek agendeerde.
Lubbers wordt soms gekenschetst als een bekwaam manager die de conflicten binnen zijn kabinet bijna altijd wist te beheersen. Hij wist veel problemen te voorkomen door tijdens meningsverschillen binnen zijn kabinetten een compromis te zoeken. Hans van Mierlo noemde hem 'de beste coalitiemonteur'. Van Agt vond daarentegen, toen hij zelf premier was, dat Lubbers te snel compromissen sloot.
Lubbers had al ruim voor de landelijke verkiezingen van 1994 aangekondigd na twaalf jaar in het Catshuis uit de politiek te willen treden. Hij nam dan ook niet meer deel aan de Tweede Kamerverkiezingen in mei 1994. Hij faalde echter in de voorbereiding van zijn opvolging bij het CDA en de partij verloor 20 zetels in het parlement. Daarna kwam het voor het eerst sinds de invoering van het algemeen kiesrecht in 1917 tot een coalitie zonder confessionelen.

### Hoogleraarschap
Na zijn premierschap was Lubbers vanaf voorjaar 1995 tot eind 2000 voor twee dagen per week hoogleraar Globalisering aan de Katholieke Universiteit Brabant en visiting professor aan de John F. Kennedy School of Government, Harvard University, in Cambridge (Massachusetts), waar hij jaarlijks een maand college gaf.
Lubbers nam daarnaast een aantal nieuwe functies op zich. Internationaal was hij onder meer vicevoorzitter van de Independent World Commission on the Oceans en voorzitter van het World Wildlife Fund. Hij speelde een belangrijke rol in het in Nederland promoten van het door Maurice Strong en Michail Gorbatsjov gestarte Earth Charter initiatief. Nationaal was hij onder meer voorzitter van de Nederlandse Organisatie voor toegepast-natuurwetenschappelijk onderzoek, van de Adviesraad Internationale Vraagstukken en van Clingendael. In 1995 werd hij benoemd tot minister van staat. Van april 1995 tot 2001 was Lubbers tevens voorzitter van de Mijnraad.

### Hoge commissaris voor de Vluchtelingen

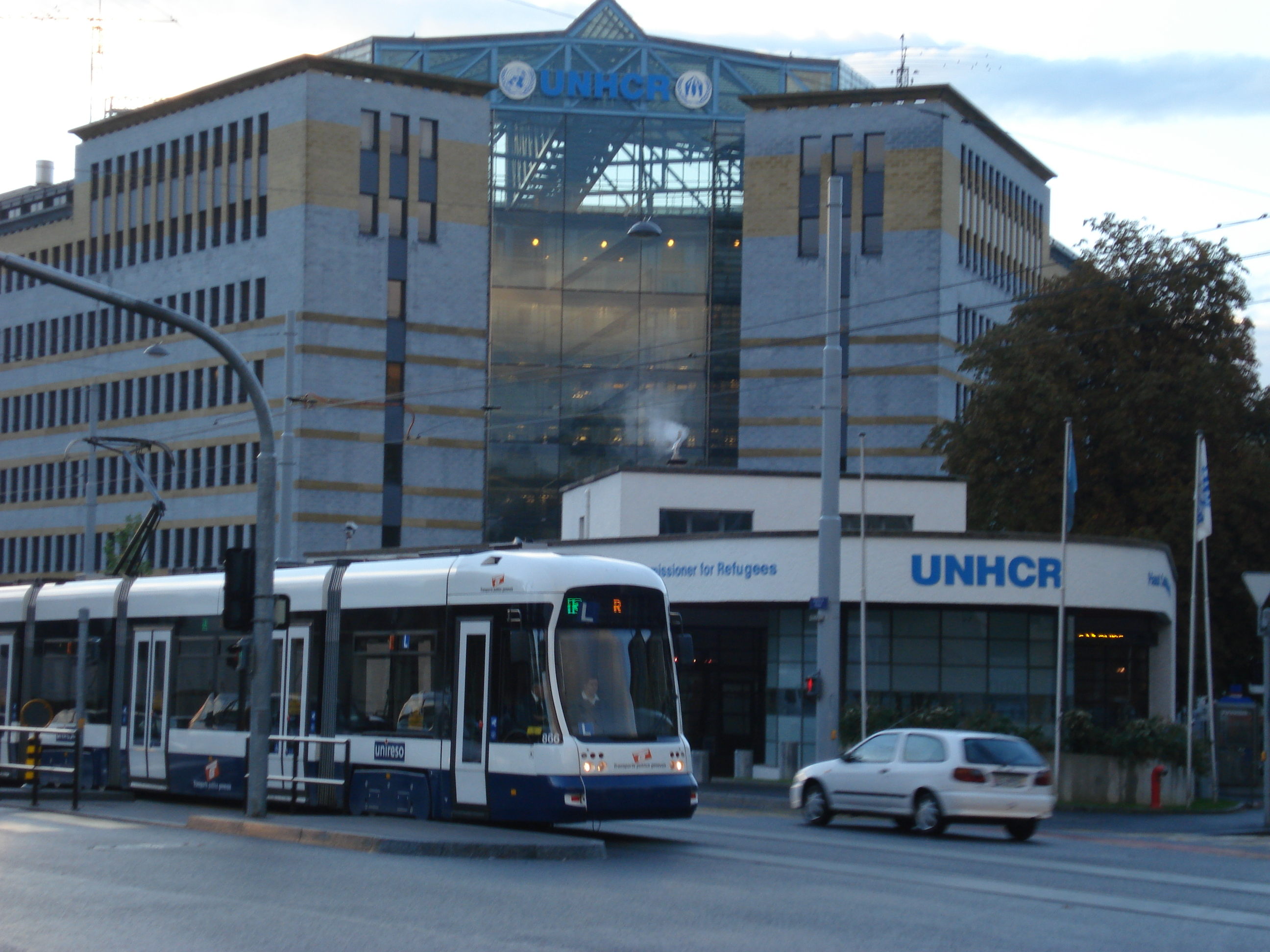
Het hoofdkantoor van de hoge commissaris voor de Vluchtelingen in Genève, Lubbers' werkplek in de jaren 2001-2005

Lubbers deed vergeefse pogingen om voorzitter te worden van de Europese Commissie (Helmut Kohl was tegen) en secretaris-generaal van de NAVO (de Amerikanen wilden hem niet). Eind 2000 werd Lubbers door de secretaris-generaal van de Verenigde Naties, Kofi Annan, gevraagd per 1 januari 2001 Sadako Ogata op te volgen als hoge commissaris voor de Vluchtelingen van de Verenigde Naties (UNHCR).
In deze functie zette hij zich in voor de bescherming en opvang van de naar schatting 21 miljoen vluchtelingen en ontheemden in meer dan 120 landen. Hij gaf leiding aan de ruim vijfduizend medewerkers van de VN-organisatie die wereldwijd voor de UNHCR werkzaam waren. Lubbers gaf zichzelf een salaris van 1 US-dollar per jaar en betaalde een groot deel van zijn werkreizen uit eigen zak. Jaarlijks, vier jaar lang, doneerde hij zo'n 300.000 US-dollar aan UNHCR.
Tijdens de periode dat hij hoge commissaris voor de Vluchtelingen was, werden er veel vluchtelingen gerepatrieerd. Hij introduceerde de 4R-programma's (Repatriation, Rehabilitation, Reconstruction and Reintegration). Ook zorgde hij ervoor dat ruimte ontstond voor bescherming van mensen die weliswaar niet uit hun land vluchtten, maar 'ontheemd' zijn om dezelfde redenen als vluchtelingen. Tijdens Lubbers' periode bij de UNHCR daalde het aantal vluchtelingen wereldwijd met bijna 22% van 21,8 miljoen in 2001 tot bijna 17,1 miljoen begin 2004.
Voor Nederland stond hem een ruimhartig asielbeleid voor ogen en sprak hij kritisch over de uitvoering van de Vreemdelingenwet. Dat sinds zijn aantreden de jarenlange kritiek op de UNHCR van voor die tijd sterk afnam wordt als een verdienste van Lubbers beschouwd. Ook slaagde hij er in de financiële toestand van de UNHCR te stabiliseren en de financiële middelen voor de opvang van vluchtelingen aanzienlijk te verruimen.

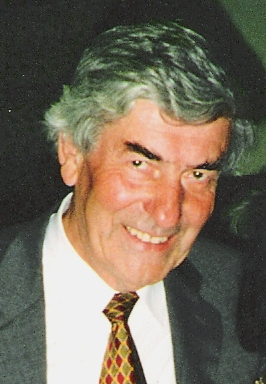
Ruud Lubbers in 2002

Lubbers kwam in opspraak door een tuchtklacht van VN-medewerkster Cynthia Brzak. Ze beklaagde zich erover dat hij haar onzedelijk zou hebben betast. Op 18 december 2003 zou hij volgens haar na afloop van een vergadering en bij het verlaten van de vergaderruimte met beide handen haar middel hebben vastgepakt, haar een moment hebben vastgehouden en even naar achteren tegen zich aan hebben geduwd, waarbij een lies haar achterwerk zou hebben geraakt. Op 28 april 2004 diende ze hierover een tuchtklacht in. Lubbers ontkende de aantijgingen. Hij zei dat hij zich het voorval niet meer kon herinneren, maar voerde aan dat hij wel vaker bij het passeren van een deurportaal voorrang verleende aan een vrouw en daarbij zijn rechterhand op haar heup legde om aan te geven dat ze eerder dan hem door de deur mocht. Hij zei dat dit zich mogelijk had voorgedaan. Het United Nations Office of Internal Oversight Services (OIOS), het VN-onderzoeksbureau voor dergelijke klachten, stelde een intern onderzoek in en oordeelde dat de aantijgingen aannemelijk waren en dat Lubbers in elk geval ongewenst lichamelijk contact had gehad. Gedurende het onderzoek kwamen meer vrouwen naar voren met klachten over vermeende ongewenste intimiteiten van de kant van Lubbers. Het OIOS deelde mee dat minstens vier van deze vrouwen door het VN-onderzoeksbureau waren ondervraagd. Uit angst voor repercussies wenste geen enkele vrouw met naam in het rapport vermeld te worden. Geen van hen diende een officiële klacht in. Het VN-onderzoeksbureau concludeerde dat er bij Lubbers een patroon zichtbaar was van seksuele intimidatie.  Lubbers werd verder verweten oneigenlijke druk te hebben willen uitoefenen om de uitkomst van het onderzoek te beïnvloeden. Ten slotte vroeg het VN-onderzoeksbureau om afdoende maatregelen tegen Lubbers.
Eind mei 2004 bestreed Lubbers tegenover het UNHCR-personeel met klem alle beschuldigingen. Op 2 juni 2004 zond de OIOS haar voorlopige bevindingen naar Annan, die daarop krachtens de VN-procedures Lubbers om zijn weerwoord vroeg. Inmiddels was door Lubbers en volgens hem in overleg met de Nederlandse regering en met instemming van Annan aan de Nederlandse minister van staat Max van der Stoel gevraagd een analyse van het OIOS-rapport te maken. Van der Stoel bekritiseerde het rapport en noemde het "in strijd met fundamentele rechtsbeginselen en bewijsbaar toegankelijk voor de media, zelfs nog vóór het OIOS-rapport uitkwam".
Aanvankelijk meldde Annan dat hij de geuite beschuldigingen niet bewezen achtte. Hij gaf te kennen kennisgenomen te hebben van de conclusies van het OIOS en de reactie hierop van Lubbers. Hij baseerde zijn oordeel mede op door hem ingewonnen juridisch advies. Hij meldde verder zorgen geuit te hebben richting Lubbers in een brief, maar liet weten de inhoud ervan niet bekend te willen maken. Daarmee leek deze pijnlijke zaak rond Lubbers afgesloten.
In februari 2005 kwam de zaak opnieuw in het nieuws toen de Britse krant The Independent het interne OIOS-rapport in handen kreeg en details daarvan publiceerde. Ook nu weer ontstond opschudding in de internationale en Nederlandse pers. Het UNHCR-management sprak tegenover Annan zijn steun uit voor Lubbers en ook ander personeel steunde Lubbers in een open brief. Desondanks werd Lubbers door Annan gevraagd ontslag te nemen en bij weigering zou er juridische actie ondernomen worden. Daarop besloot Lubbers op 20 februari 2005 af te treden. In zijn ontslagbrief stelde hij dat hij hiermee geen schuld bekende, maar slachtoffer was geworden van zwartmakerij. Hij zou zijn opgestapt "in het belang van de organisatie", zo zei hij, en verweet Annan gezwicht te zijn voor druk van de media. Annan verklaarde op zijn beurt nogmaals dat Lubbers aan niets schuldig was bevonden. De Nederlandse minister-president en partijgenoot Jan Peter Balkenende noemde het vertrek van Lubbers in een officiële verklaring "wrang".
Tijdens een afscheidsbijeenkomst voor Lubbers als hoge commissaris voor de Vluchtelingen ontving hij onder een staande ovatie van het personeel uit handen van de plaatsvervangend hoge commissaris Chamberlin de eerste jaarlijkse UNHCR Achievement Award voor uitzonderlijke verdiensten voor de UNHCR en de vluchtelingen in de wereld. You humble us and you inspire us, as you've inspired many, many refugees throughout the world. We hope to show you our gratitude because you leave a very deep mark in the lives of so many people, aldus Chamberlin.
Brzak liet het er niet bij zitten. Zij voerde rechtszaken tot aan het Amerikaanse hooggerechtshof, temeer daar haar functie na het indienen van haar tuchtklacht door de VN werd opgeheven; ze voelde zich tekort gedaan. Het hooggerechtshof gaf te kennen niets voor haar te kunnen betekenen, aangezien zowel de VN als Lubbers diplomatieke onschendbaarheid genoten. Een en ander leidde er wel toe dat Annan voor VN-medewerkers een protocol opstelde dat klokkenluiders bescherming moest bieden tegen repercussies.

### Terug in Nederland

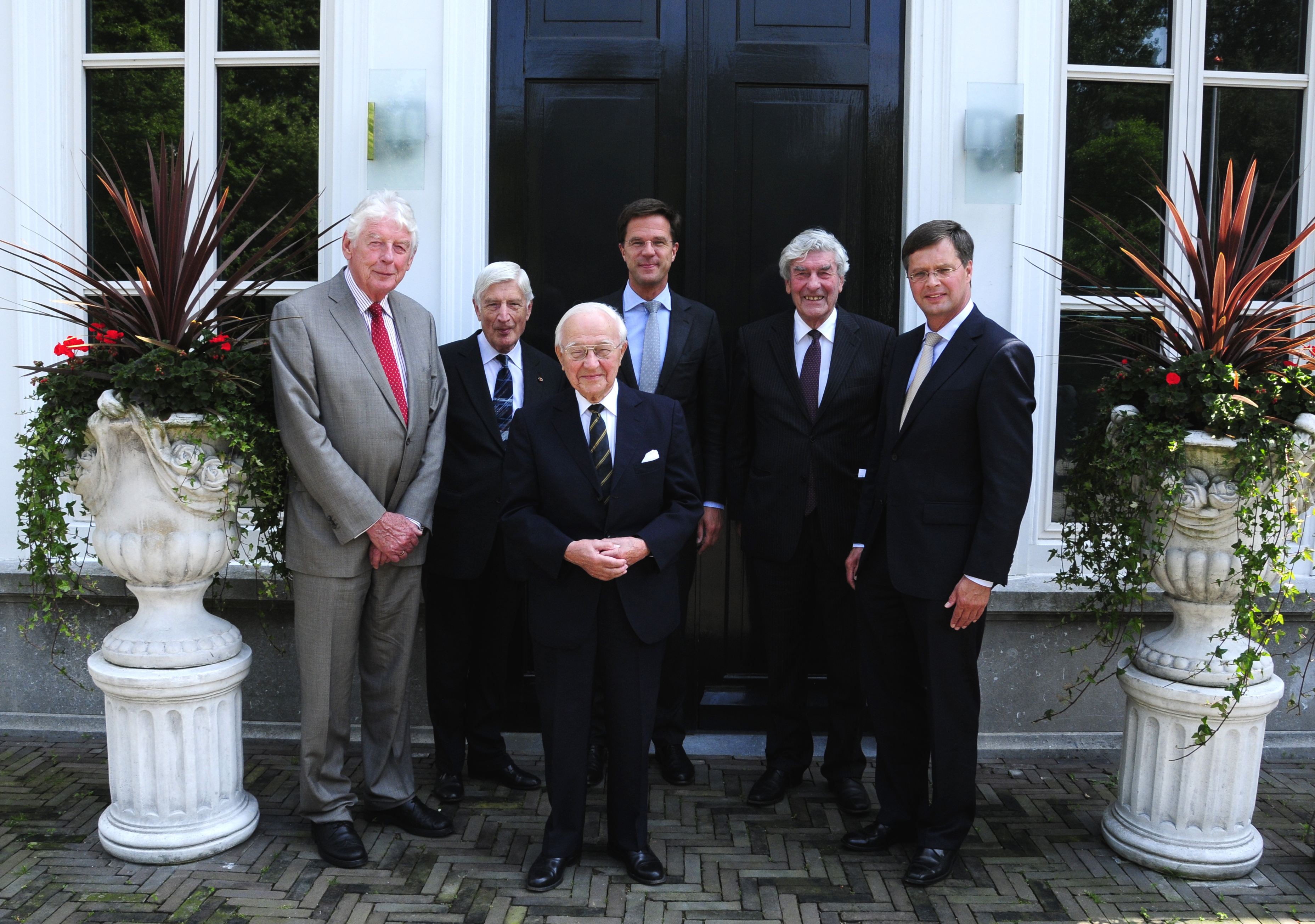
Lubbers samen met de voormalige premiers Kok, Van Agt, De Jong, Balkenende en premier Rutte.

Na terugkomst in Nederland richtte Lubbers zich op duurzaamheid. Sinds 1 juni 2005 was Lubbers voorzitter van de Raad van Toezicht van het Energieonderzoek Centrum Nederland (ECN). Hij volgde Jan Terlouw op.
Op het Lowlandsfestival in 2005 gaf hij het eerste college van Lowlands University, over het behoud van de aarde, daartoe uitgenodigd door Coolpolitics. Ook Wubbo Ockels hield hier een lezing en beiden gingen in 2006 onder de naam Lowlands University on Tour op tournee langs universiteitssteden. Op het terrein van duurzaamheid liet Lubbers zich inspireren door het Earth Charter (Handvest van de Aarde). In het mondiale Earth Charter Initiatief, waarvoor in Nederland NCDO aanspreekpunt is geweest, speelde Lubbers een leidende rol. In 2013 besloot hij met een aantal andere prominente en invloedrijke vrienden tot de oprichting van Earth Charter Vrienden Nederland.
Van 2007 tot 2012 was Lubbers voorzitter van het Rotterdam Climate Initiative. Deze organisatie had als belangrijkste doel om Europese subsidies (180 miljoen euro) binnen te halen ten behoeve van CO2-productie, afvang en opslag in de Rotterdamse haven. Lubbers heeft de bouw van nieuwe kolencentrales in de Rotterdamse haven mogelijk gemaakt.
Lubbers was mede-initiatiefnemer van de "Round Table of Worldconnectors for People and the Planet", waarvan hij van 2006 tot april 2009 covoorzitter was. Samen met andere Worldconnectors, onder wie schrijfster en moslima Naema Tahir en antropologe Halleh Ghorashi sprak hij zich publiekelijk uit voor een positieve benadering van migratie.
In Stalemate bepleitte Lubbers het non-proliferatieverdrag opnieuw te bevestigen en nucleaire wapens te verminderen en geleidelijk uit te bannen. In hetzelfde artikel bepleitte hij een supranationale status van het IAEA.
In 2008 leidde hij de Worldconnectors en publiceerde tezamen met Carolina Lo Galbo De Vrees Voorbij. Eind 2008 schreef hij samen met hoogleraar Willem van Genugten en internationaal ondernemingsrecht deskundige Tineke Lambooy het boek Inspiration for Global Governance, waarin een brug geslagen wordt tussen mensenrechten en het Handvest van de Aarde. Lubbers beschrijft hierin hoe volgens hem de macht van overheden verschuift naar bedrijven en burgers.
Lubbers profileerde zich door aan te dringen op een andere manier van omgaan met allochtonen in Nederland. Participatie was naar Lubbers' mening meer dan integratie de voornaamste uitdaging. Volgens Lubbers was dat veel meer een verantwoordelijkheid van de samenleving dan van de regering. Van 1 juli 2006 tot 1 mei 2014 was Lubbers voorzitter van het bestuur van Stichting voor Vluchteling Studenten UAF. Tijdens zijn eerste openbare optreden in die hoedanigheid, op 23 september 2006 in De Rode Hoed in Amsterdam, gaf hij aan dat hij van mening is dat het Nederlandse asielbeleid te "verkrampt" is. Hij wees er op dat Nederland behoefte heeft aan kenniswerkers, en vroeg in dat verband aandacht voor het talent dat naar zijn mening onder vluchtelingen is te vinden.
Binnen het CDA werd hij de ambassadeur voor het in 2008 opgerichte CDA Kleurrijk.

### Informateur

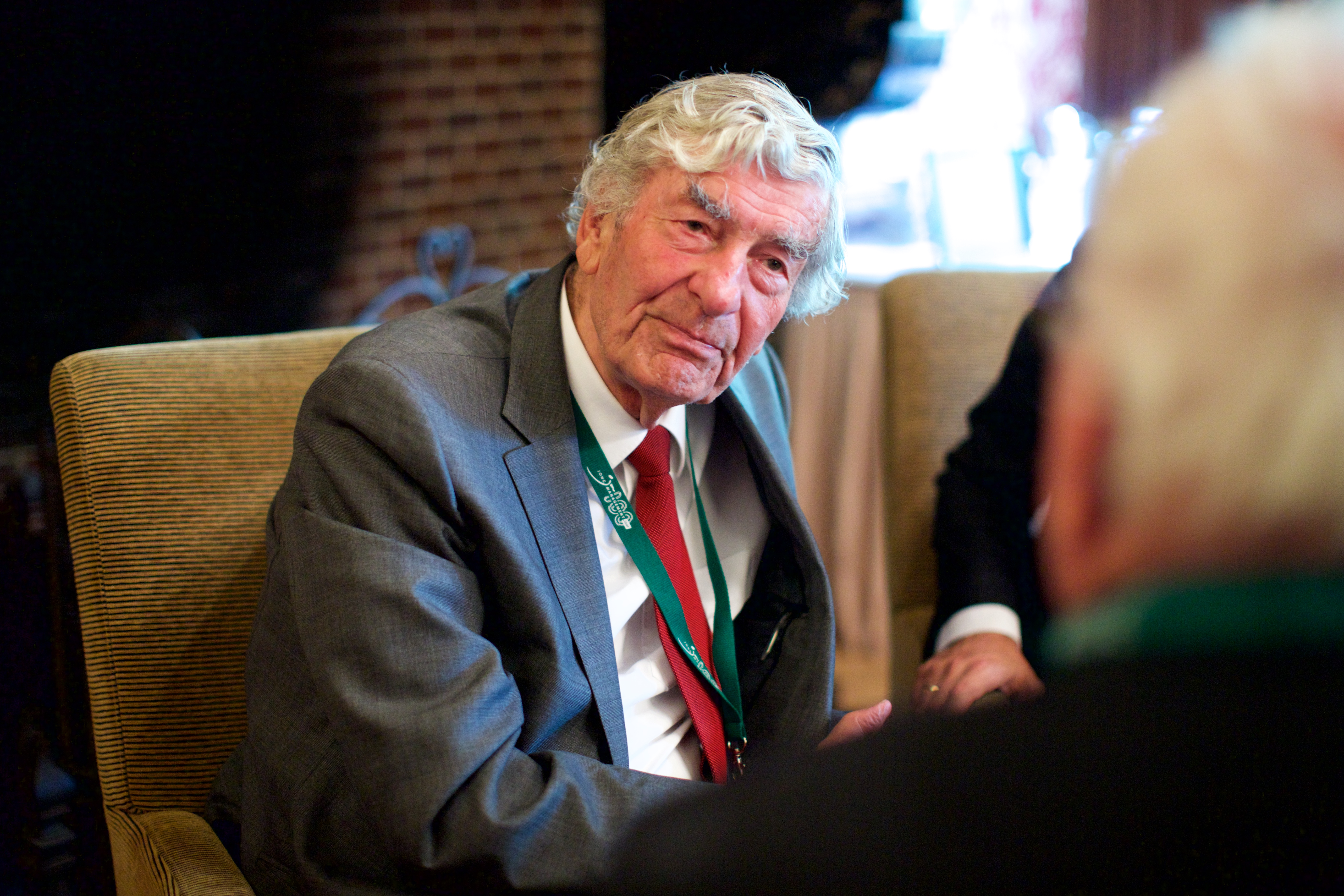
Ruud Lubbers in 2016

Na de val van het kabinet-Balkenende II werd Lubbers tijdens de kabinetsformatie 2006 door koningin Beatrix benoemd tot informateur om de mogelijkheden te onderzoeken voor een doorstart van een CDA-VVD-coalitie. Dit kabinet zou in afwachting van de verkiezingen in november 2006 voornamelijk de begroting voor 2007 en het dekkingsplan moeten indienen en verdedigen, alsmede het reeds ingediende wetsvoorstel "werken aan winst" (verlaging vennootschapsbelasting). Binnen een week rondde Lubbers zijn werkzaamheden af en op 7 juli 2006 startte het kabinet-Balkenende III.
Tijdens de kabinetsformatie 2010 werd op 21 juli Lubbers opnieuw aangesteld als informateur nadat zijn voorgangers Jacques Wallage (PvdA) en Uri Rosenthal (VVD) er niet in waren geslaagd de basis te leggen voor een paars-plus kabinet (VVD+PvdA+D66+GL). Tijdens de informatieperiode van Lubbers was er een doorbraak; VVD en CDA wilden samen een minderheidskabinet vormen, met gedoogsteun van de PVV. Later zou Lubbers zich tegen deze politieke samenwerking keren.
In 2011 was Lubbers een van de oud-premiers die door Annemarie Gualthérie van Weezel werd geïnterviewd voor haar boek De smaak van de macht - gesprekken met oud-premiers. Hij wordt hierin door haar bestempeld als "behendig".

### Relatie met koningin Beatrix
Lubbers en koningin Beatrix konden het jarenlang goed met elkaar vinden. Toen Lubbers in 2013 in een tv-interview na de zojuist aangekondigde abdicatie van Beatrix allerlei details prijsgaf over zijn contacten met het koningshuis, werd het contact met hem door Beatrix verbroken; voorgoed, zo bleek.

### Gezin en overlijden
Lubbers trouwde in 1962 met Ria Hoogeweegen (1940-2024) en kreeg met haar twee zonen en een dochter. Hij bezwangerde een maîtresse die naar eigen zeggen abortus pleegde in 1977.
Lubbers overleed op 14 februari 2018 op 78-jarige leeftijd in zijn geboorte- en woonplaats Rotterdam. De laatste jaren van zijn leven leed hij aan vasculaire dementie. Uiteindelijk koos hij vanwege zijn dementie voor euthanasie. Vijf dagen na zijn overlijden was er in de Rotterdamse HH. Laurentius- en Elisabethkathedraal gelegenheid voor belangstellenden om afscheid te nemen. Op 20 februari was er in dezelfde kerk een pontificale mis van requiem. Hierbij verzorgde bisschop Van den Hende de homilie. Aansluitend is Lubbers begraven op Rooms-katholieke begraafplaats St. Laurentius. Op 22 februari werd Lubbers herdacht tijdens een plenaire zitting van de Tweede Kamer der Staten-Generaal.

## Nalatenschap

### Stijl, taal en verschijning

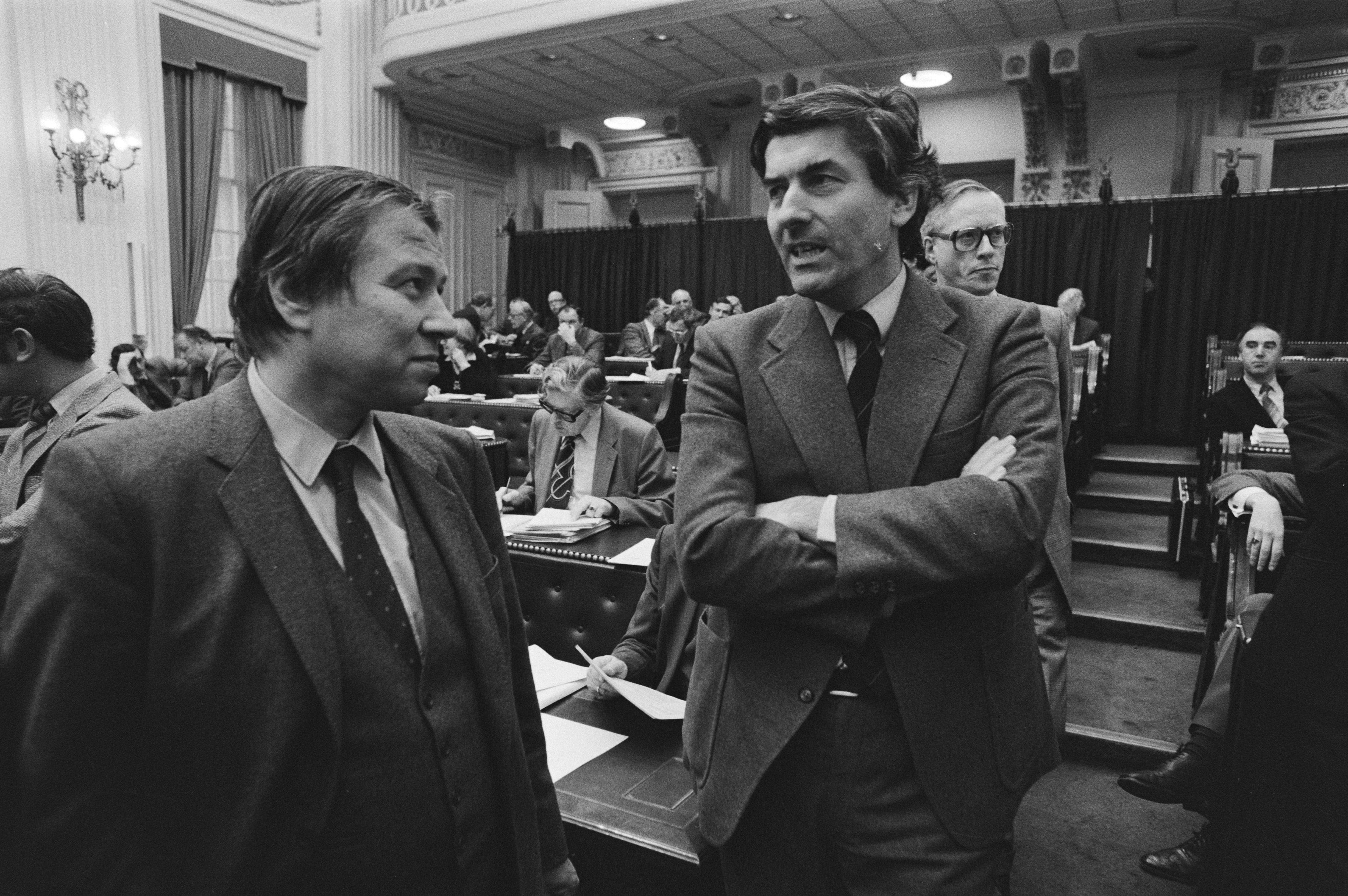
Lubbers met Marcel van Dam, die tijdens een Kamerdebat in 1983 de term 'belubberen' introduceerde

Lubbers' kenmerkende stijl van spreken en debatteren leverde de Nederlandse taal twee nieuwe woorden op. Zijn taalgebruik werd al voor, maar vooral tijdens zijn premierschap omschreven als 'lubberiaans' - in het Van Dale-woordenboek gedefinieerd als "vaag en omslachtig". Een voorbeeld van dit lubberiaanse taalgebruik, daadwerkelijk door Lubbers gebruikt, van de hand van NRC-columnist Ewoud Sanders, is de volgende zin: "Dit probleemveld moet worden neergetunneld in een motie, om langs deze weg en in lijn met de afspraken met het kabinet al zwaluwstaartend de pijnpunten snelstens en bestens af te concluderen.”
Het andere woord, hoewel niet in het woordenboek vermeld, is de term 'belubberen'. Dat begrip wordt uitgelegd als het misleiden of bedonderen van de toehoorders door een wollige spreek- of schrijfstijl, en werd voor het eerst gebruikt door PvdA-Kamerlid Marcel van Dam tijdens een Kamerdebat in 1983. Lubbers leverde zelf ook een bijdrage aan de Nederlandse politieke eponiemenverzameling. In 2006 zei hij in Amnesty's mensenrechtenmagazine Wordt Vervolgd dat Nederland moest "ontverdonken" refererend aan het asielbeleid van toenmalig minister Rita Verdonk.
Lubbers' taalgebruik was weliswaar technisch, maar daarmee niet houterig. In 1990, vlak na de doorbraak van de Berlijnse Muur, was Lubbers de hoofdspreker op een CDA-congres waar vertegenwoordigers van nieuw-opgerichte christendemocratische partijen uit Midden- en Oost-Europa aanwezig waren. Lubbers hield een toespraak over het thema 'ieder mens telt'. Na afloop vroegen buitenlandse journalisten bij de congresbalie of ze een exemplaar van de toespraak konden krijgen. Het antwoord was: "Er is geen tekst op papier, hij deed het uit zijn hoofd".
Lubbers stond in zijn beginjaren als politicus bij cartoonisten mede bekend om zijn spleet tussen de voortanden. Toen hij die spleet liet wegwerken, bleven de cartoonisten hem daarmee portretteren. Ook het weergeven van zijn stoppelbaard, borstelige wenkbrauwen en grote neus waren favoriete details. Lubbers werd daarnaast door verscheidene cabaretiers en komieken geïmiteerd, meestal in zijn tijd als minister-president. André van Duin deed dit in de programma's Wegtrekkers & Animal Crackers en De Jaap Aap Show. Het personage van Lubbers werd op het beeldscherm vertoond met af en toe knipperende ogen, maar de mond werd door die van Van Duin vervangen. Van Duin maakte van Lubbers een echt typetje met steeds terugkerende uitspraken. In het radioprogramma Spijkers met koppen werd Lubbers eind jaren tachtig geïmiteerd door Cees Wijburg en in de tijd dat Lubbers hoge commissaris voor de Vluchtelingen was werd hij nagedaan door Paul Groot in het televisieprogramma Kopspijkers.

### Eredoctoraten en onderscheidingen
Lubbers ontving tijdens zijn leven meerdere eredoctoraten:
- Op 9 mei 1989 van de Georgetown University te Washington D.C.;
- Op 10 december 1989 van de universiteit "Trás-os-Montes e Alto Douro" te Vila Real (Portugal);[24]
- In 1994 van de Grand Valley State University te Allendale (Michigan);[25]
- Op 6 september 2004 van de Radboud Universiteit Nijmegen.[26]

Na zijn eerste ambtstermijn als minister werd Lubbers, zoals toen gebruikelijk in het Nederlandse decoratiestelsel, op 11 april 1978 benoemd tot ridder in de Orde van de Nederlandse Leeuw. Op 8 oktober 1994 volgde de bevordering, met overslaan van de graad van commandeur, tot ridder-grootkruis in de Orde van de Nederlandse Leeuw. Op 3 april 1995 ontving hij de Four Freedoms Award van de Roosevelt Stichting Freedom medal.
In 2004 werd aan Lubbers de Van Oldenbarneveltpenning toegekend, de hoogste onderscheiding van Rotterdam.
Lubbers was sinds maart 1994 ereburger van Maastricht. Als premier, minister en bestuurder ontving hij diverse hoge buitenlandse onderscheidingen.
In 1993 ontving hij de "Orden wider den tierischen Ernst" van de Aachener Karnevalsverein, als opvolger van o.a. Adenauer, Scheel en Strauß.

## Trivia
- Lubbers noemde zich een maatje van Jan de Koning, die in de eerste twee kabinetten-Lubbers (1982-89) minister van Sociale Zaken en Werkgelegenheid was, nadat deze in 1982 aan Dries van Agt te kennen had gegeven dat Lubbers meer geschikt was als premier dan hij.
- Lubbers heeft brieven gestuurd naar de hoogste baas van het OM en de voorzitter van de commissie-stiekem om te voorkomen dat hij zou worden vervolgd voor uitspraken over kernwapens op vliegbasis Volkel. Dat concludeerde RTL Nieuws uit documenten die het in handen kreeg met een beroep op de Wet openbaarheid van bestuur.